# Tjodalv
Ian Kenneth Åkesson (Jessheim, Norveška, 22. veljače 1976.), poznatiji kao Tjodalv, norveški je black metal bubnjar. Osnivač je sastava Dimmu Borgir i Old Man's Child. Danas svira sa sastavima Susperia i Black Comedy. Tjodalv svirao je gitare na prvi albumima Dimmu Borgira, Inn i evighetens mørke i For all tid. Od albuma Stormblåst do 1999. godine svirao je bubnjeve. Zbog obitelji i glazbenih razlika napustio je Dimmu Borgir. Zamijenio ga je Nicholas Barker iz sastava Cradle of Filth. Nakon što je napustio Dimmu Borgir, osnovao je sastav Susperia gdje svira do danas.

## Diskografija
Dimmu Borgir
- Inn i evighetens mørke (1994., EP)
- For all tid (1995.)
- Stormblåst (1996.)
- Devil's Path (1996., EP)
- Enthrone Darkness Triumphant (1997.)
- Godless Savage Garden (1998., EP)
- Spiritual Black Dimensions (1999.)
- True Kings of Norway (2000., kompilacija)

Old Man's Child
- Born of the Flickering (1996.)
- Revelation 666: The Curse of Damnation (2000.)

Susperia
- Predminance (2001.)
- Vindication (2002.)
- Unlimited (2004.)
- Cut from Stone (2007.)
- Attitude (2009.)
- The Lyricist (2018.)